# Јули Це
Јули Це (Бон, 30. јун 1974) је немачка књижевница.
Це је студирала право у Пасау, Лајпцигу и Кракову (Пољска). Написала је књиге „Adler und Engel“ (Орао и анђео), „Die Stille ist ein Geräusch“ и „Kleines Konversationslexikon für Haushunde“.
Године 2001. Це је путовала у Босну и Херцеговину након чега је написала књигу „Die Stille ist ein Geräusch“.